# هاناوا، فوکوشیما
هاناوا، فوکوشیما (به لاتین: Hanawa, Fukushima) یک منطقهٔ مسکونی در ژاپن است که در استان فوکوشیما واقع شده‌است. هاناوا ۲۱۱٫۶۰ کیلومتر مربع مساحت و ۹٬۲۹۸ نفر جمعیت دارد.